# Drepandorus leptocephalus
Drepandorus leptocephalus är en rundmaskart. Drepandorus leptocephalus ingår i släktet Drepandorus och familjen Dorylaimidae. Inga underarter finns listade i Catalogue of Life.